# Blidt over dig
Blidt over dig er det fjerde studiealbum fra den danske sanger, sangskriver og musiker Lars H.U.G.. Albummet udkom den 25. maj 1992 på Medley Records. Albummets anden single "? er lykken så lunefuld", blev ét af Lars H.U.G.'s største hits. Sangen er en fortolkning af Karen Jønssons sang af samme navn (1937), med tekst skrevet af Carl Viggo Meincke og ny melodi skrevet af Lars H.U.G. I juni 1992 toppede albummet den danske albumhitliste. Blidt over dig havde i 1998 solgt over 42.000 eksemplarer.

## Spor
Alt musik komponeret af Lars H.U.G., undtagen "September" af Stephan Grabowski og H.U.G..
| #   | Titel                                                                       | Tekst                           | Længde |
| --- | --------------------------------------------------------------------------- | ------------------------------- | ------ |
| 1.  | "Natsværmer"                                                                | Johnny Voss, Lars H.U.G.        | 3:53   |
| 2.  | "? er lykken så lunefuld"                                                   | Carl Viggo Meincke              | 4:20   |
| 3.  | "Zombie"                                                                    | H.U.G.                          | 3:28   |
| 4.  | "Tag din tid forbi mit vindue"                                              | Voss, H.U.G.                    | 3:18   |
| 5.  | "Se verden vågner"                                                          | Voss, H.U.G.                    | 4:19   |
| 6.  | "Blidt over dig"                                                            | Kim G. Rasmussen, Voss, H.U.G.  | 6:17   |
| 7.  | "September"                                                                 | Voss, Stephan Grabowski, H.U.G. | 4:48   |
| 8.  | "Mit tog"                                                                   | Gorm Henrik Rasmussen, H.U.G.   | 4:32   |
| 9.  | "Man kalder det sædvanligvis en drøm"                                       | Voss, H.U.G.                    | 1:10   |
| 10. | "Tæller dig ned" ("Tæller dig ned" – 0:00–5:16 / "Itsi-Bitsi" – 6:59–10:79) | Gorm Henrik Rasmussen, H.U.G.   | 11:19  |

- CD-udgaven indeholder et skjult spor efter 1:43 minutters stilhed, "Itsi-Bitsi" (1967), der er en coverversion af Steppeulvene.